# توزيع باسكال

## توزيع باسكال (توزيع ذي الحدين السالب)
بفرض ان هناك تجربة أو محاولة لها نتيجتان فقط هما النجاح أو الفشل وأن احتمال النجاح في أي محاولة 
هو P (احتمال الفشل 1-P) نفرض أن هذه التجربة تتكرر حتى الحصول على r نجاح. فإذا كانت X عدد 
مرات الفشل فيكون X + r عدد مرات إجراء التجربة حتى الحصول على r نجاح.
عدد مرات إجراء التجربة يمكن ان يكون:{\displaystyle r,r+1,r+2,...}
وهذا يعني أن X يمكن أن تكون:{\displaystyle 0,1,2,...}
الظواهر التي يمكن أن يصفها توزيع ذي الحدين السالب كثيرة في الحياة العملية منها مثلاً:
عندما يقرر لاعب الاعتزال عندما يبلغ عدد مرات فوز فريقة 25 فوز فتكون r=25 ,
x عدد مرات هزيمة الفريق، (X + r) عدد مرات لعب الفريق حتى يفوز في 25 مباراة.
المتغير العشوائي X يتبع توزيع ذي الحدين السالب بمعالم r, p 

## الدالة الاحتمالية
{\displaystyle f(x)=\mathbf {C} _{r-1}^{x+r-1}p^{r}q^{x}}
{\displaystyle x=0,1,2,...}
```

  

    

      

        
0

        
≤

        

          
p

        

        
≤

        

          
1

        

      

    

    
{\displaystyle 0\leq {p}\leq {1}}

  

 
q= 1-p
r عدد صحيح موجب
```

ويسمى توزيع الاحتمال حينئذ بتوزيع باسكال دليله p , r كما يسمى المتغير X بمتغير باسكال.
واضح ان {\displaystyle f(x)\geq {0}} لجميع قيم X كما ان
{\displaystyle \sum _{x=0}^{\infty }f(x)=p^{r}\sum _{x=0}^{\infty }\mathbf {C} _{r-1}^{x+r-1}q^{x}}
```

  

    

      

        
=

        

          
p

          

            
r

          

        

        
[

        
1

        
+

        

          

            
r

            

              
1

              
!

            

          

        

        
q

        
+

        

          

            

              
r

              
(

              
r

              
+

              
1

              
)

            

            

              
2

              
!

            

          

        

        

          
q

          

            
2

          

        

        
+

        

          

            

              
r

              
(

              
r

              
+

              
1

              
)

              
(

              
r

              
+

              
2

              
)

            

            

              
3

              
!

            

          

        

        

          
q

          

            
3

          

        

        
+

        
.

        
.

        
.

        
]

      

    

    
{\displaystyle =p^{r}[1+{\frac {r}{1!}}q+{\frac {r(r+1)}{2!}}q^{2}+{\frac {r(r+1)(r+2)}{3!}}q^{3}+...]}

  

```

{\displaystyle =p^{r}(1-q)^{-r}=1}
وهذا يوكد أن {\displaystyle f(x)} داله احتمالية وقد سميت بتوزيع ذي الحدين السالب لأن حدود مفكوك {\displaystyle p^{r}(1-q)^{-r}} 
تناظر احتمالات قيم X المتتالية. كما أن يمكن كتابتها على الصورة التالية:
{\displaystyle f(x)=\mathbf {C} _{x}^{-r}p^{r}(-q)^{x}=\mathbf {C} _{x}^{-r}({\frac {-q}{p}})^{x}({\frac {1}{p}})^{-r-x}}
فإذا قورنت بتوزيع ذي الحدين بمعالم:{\displaystyle -r,({\frac {-q}{p}})} عرفنا سبب تسميتها بتوزيع ذي الحدين السالب.
عندما r = 1 نجد ان توزيع ذي الحدين السالب يؤول إلى التوزيع الهندسي.

## متوسط التوزيع
نعلم أن:{\displaystyle \sum _{x=0}^{\infty }\mathbf {C} _{r-1}^{x+r-1}q^{x}=(1-q)^{-r}}
بتفاضل الطرفين بالنسبة إلى q نحصل على
```

  

    

      

        

          
∑

          

            
x

            
=

            
0

          

          

            
∞

          

        

        
x

        

          

            
C

          

          

            
r

            
−

            
1

          

          

            
x

            
+

            
r

            
−

            
1

          

        

        

          
q

          

            
x

            
−

            
1

          

        

        
=

        
r

        
(

        
1

        
−

        
q

        

          
)

          

            
−

            
r

            
−

            
1

          

        

      

    

    
{\displaystyle \sum _{x=0}^{\infty }x\mathbf {C} _{r-1}^{x+r-1}q^{x-1}=r(1-q)^{-r-1}}

  

```

بالتفاضل الثاني:{\displaystyle \sum _{x=0}^{\infty }x(x-1)\mathbf {C} _{r-1}^{x+r-1}q^{x-2}=r(r+1)(1-q)^{-r-2}}
وعلى ذلك فإن:{\displaystyle \mu =E(x)=\sum _{x=0}^{\infty }x\mathbf {C} _{r-1}^{x+r-1}p^{r}q^{x}}
{\displaystyle =r(1-q)^{-r-1}qp^{r}={\frac {rq}{p}}}
وبالمثل فإن:{\displaystyle E{(x(x-1))}=\sum _{x=0}^{\infty }x(x-1)\mathbf {C} _{r-1}^{x+r-1}p^{r}q^{x}}
{\displaystyle =r(r+1){\frac {q^{2}}{p^{2}}}}
أي أن:{\displaystyle E(x^{2})=r(r+1){\frac {q^{2}}{p^{2}}}+{\frac {rq}{p}}}

## تباين التوزيع
{\displaystyle \sigma ^{2}=E(x^{2})-\mu ^{2}}
{\displaystyle =r(r+1){\frac {q^{2}}{p^{2}}}+{\frac {rq}{p}}-{\frac {r^{2}q^{2}}{p^{2}}}}
{\displaystyle ={\frac {rq}{p^{2}}}}

## دالة توليد العزوم
{\displaystyle M(t)=E(e^{xt})}
{\displaystyle =p^{r}\sum _{x=0}^{\infty }\mathbf {C} _{r-1}^{x+r-1}(qe^{t})^{x}}
{\displaystyle \therefore M(t)=p^{r}(1-qe^{t})^{-r}}
{\displaystyle M'(t)=rqp^{r}e^{t}(1-qe^{t})^{-r-1}}
{\displaystyle \therefore \mu =M'(0)=rqp^{r}(1-q)^{-r-1}={\frac {rq}{p}}}
ان الحالات التي يظهر فيها متغير باسكال تنشأ في المعتاد عندما يستخدم ما يسمى بالمعاينة التتابعية sequential sampling حيث لا يحدد حجم العينة مسبقا، بل تختار المشاهدات بتتابع عشوائي الواحدة بعد الأخرى وتتوقف هذه العملية حين يجتمع عدد كاف من المشاهدات يمكننا من اتخاذ القرار بحسب قاعدة معينه توضع سلفا.